# Lamide Akintobi
Lamide Akintobi, née Olamide Akintobi, est une journaliste, une présentatrice de télévision, et une productrice indépendante nigériane. Elle a travaillé pour Channels TV (en) et co-présente l'émission The Spot sur la chaîne EbonyLife TV, avec Zainab Balogun et Ebuka Obi-Uchendu (en).

## Biographie

### Formation
Lamide Akintobi est née à Lagos au Nigeria. Son père est le producteur de musique Laolu Akins Akintobi. À l'âge de 12 ans, elle part vivre à Londres et y continue ses études. Puis elle part à Gallatin (Tennessee) aux États-Unis, où elle obtient un associate degree en journalisme et en espagnol au sein du Volunteer State Community College (en). Elle est également titulaire d'un baccalauréat universitaire, dans les mêmes disciplines, de l'université Texas A&M (en) à Commerce. Après ces formations, en 2011, elle poursuit ses études et obtient un master en journalisme international de la City University de Londres.

### Carrière
Lamide Akintobi commence sa carrière en tant que présentatrice sur Channels TV puis sur Television Continental,. Elle rejoint Ebonylife TV, en tant que présentatrice et productrice, au début de l'année 2013. Elle y co-présente une émission très populaire  appelée The Spot, avec Zainab Balogun et Ebuka Obi-Uchendu, jusqu'à ce que l'émission se termine à la mi-2017..

### Récompense
En 2015, elle est reconnue comme faisant partie des 50 femmes ayant changé le journalisme au Nigeria.